# Forêts canadiennes médiocontinentales
Localisation
Les forêts canadiennes médiocontinentales sont une écorégion terrestre nord-américaine du type forêts boréales, taïga du World Wildlife Fund

## Répartition
Les forêts canadiennes médiocontinentales s'étendent à partir du sud du Grand Lac des Esclaves, le nord-est de l'Alberta, le centre de la Saskatchewan jusqu'au Lac Winnipeg au centre du Manitoba. 

## Climat
La température moyenne annuelle varie entre −2 °C et 1 °C.  La température estivale moyenne varie entre 13 °C et 15,5 °C alors que la température hivernale moyenne varie entre −17,5 °C et −13,5 °C.  Le taux de précipitations annuel oscille entre 300 mm et 625 mm.

## Géomorphologie
Cette écorégion se subdivise en trois sous-régions : les basses terres de la rivière des Esclaves dans le nord-est de l'Alberta, les basses terres boréales moyennes qui englobent la partie nord des plaines du Manitoba et les hautes terres boréales moyennes constituées de zones au relief plus élevé au sud du Bouclier canadien qui s'étendent de l'Alberta au sud-ouest du Manitoba. 
L'altitude des hautes terres se situe entre 400 m et 800 m.  On rencontre du pergélisol en certains endroits, surtout dans les basses terres.  Les tourbières et les marais sont nombreux, surtout dans les basses terres. 

## Caractéristiques biologiques

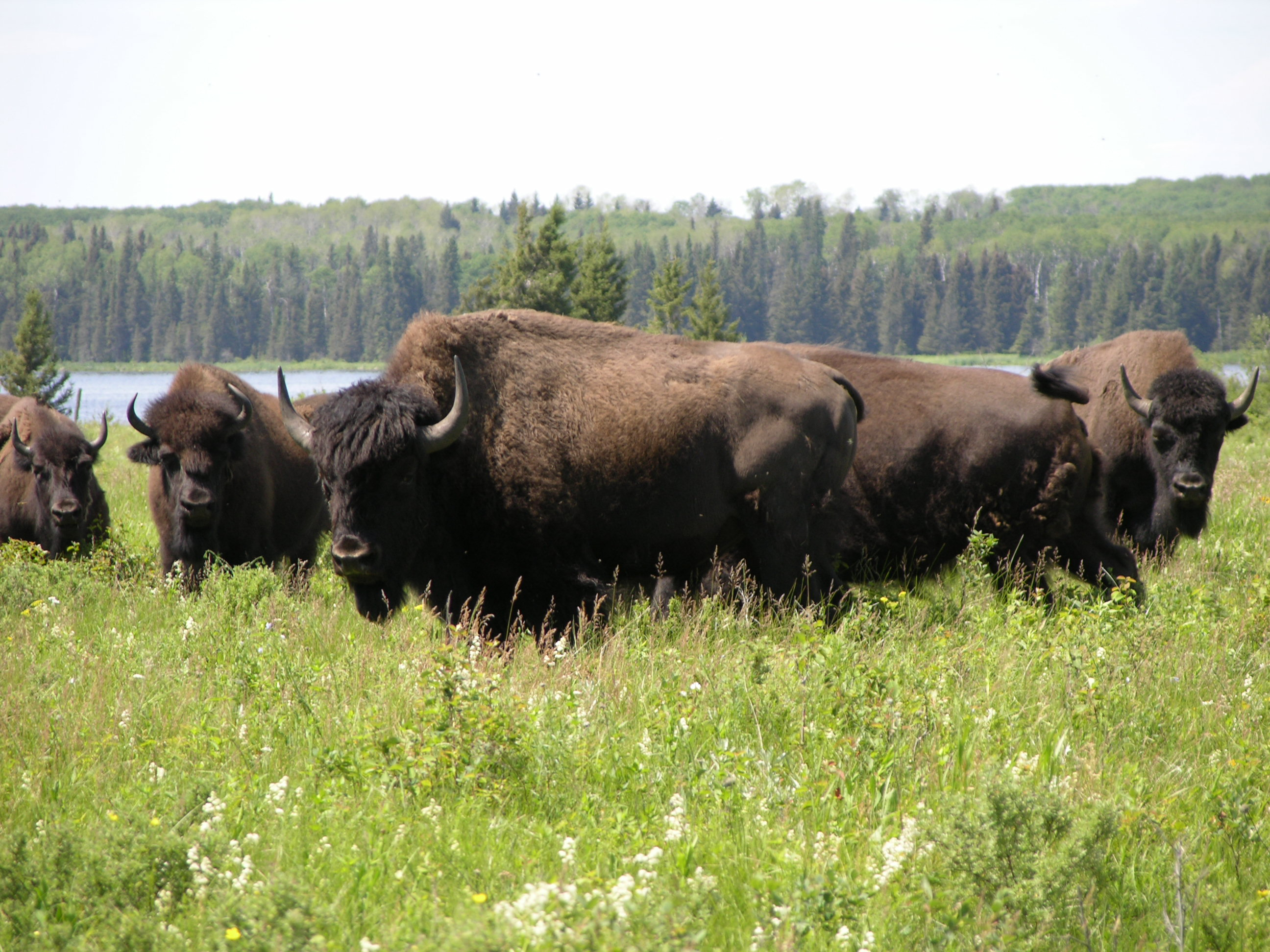
Bisons dans le parc national du Mont-Riding.

Les forêts canadiennes médiocontinentales sont des forêts mixtes composées de peupliers faux-trembles et baumiers, d'épinettes noires et blanches et de sapins baumiers.  Le mélèze laricin, les éricacées et les mousses colonisent les zones mal drainées.
Le plus important troupeau de bisons sauvages se trouve dans le Parc national Wood Buffalo localisé les basses terres de la rivière des Esclaves.  Cette écorégion abrite l'aire de nidification principale de la grue blanche.  Les formations karstiques du Manitoba comprises dans cette écorégion abritent les hibernacula à chauves-souris les plus septentrionales en Amérique du Nord,. 

## Conservation
On estime que 50 % de cette écorégion est toujours intacte.  Les perturbations de l'habitat sont principalement causées par les activités forestières et minières et les exploitations gazières et pétrolières.  